# Ponchatoula
Ponchatoula és una població dels Estats Units a l'estat de Louisiana. Segons el cens del 2000 tenia 5.180 habitants.

## Demografia
Segons el cens del 2000, Ponchatoula tenia 5.180 habitants. La densitat de població era de 473,9 habitants/km².
Per edats la població es repartia de la següent manera: un 29,8% tenia menys de 18 anys, un 9,9% entre 18 i 24, un 26,9% entre 25 i 44, un 21% de 45 a 60 i un 12,4% 65 anys o més.
L'edat mediana era de 33 anys. Per cada 100 dones de 18 o més anys hi havia 79,1 homes.
La renda mediana per habitatge era de 22.244$ i la renda mediana per família de 29.583$. Els homes tenien una renda mediana de 30.285$ mentre que les dones 18.952$. La renda per capita de la població era de 12.157$. Entorn del 27,9% de les famílies i el 31,7% de la població estaven per davall del llindar de pobresa.

## Poblacions més properes
El següent diagrama mostra les poblacions més properes.